# チラミン

モノアミン神経伝達物質であるドーパミンの構造

チラミン (Tyramine; 4-hydroxy phenylethylamine, C8H11NO) は、生体内で芳香族L-アミノ酸デカルボキシラーゼの作用によりチロシン(Tyr)から産生されるアミンで、フェネチルアミンの誘導体の1つである。チラミンは、モノアミン神経伝達物質（セロトニン、ノルアドレナリン、アドレナリン、ヒスタミン、ドーパミン、アセチルコリンなど）と構造が良く似ている。さまざまな食品に含有されており、高血圧発作の誘因となる化合物である。

## 含有する食品
チラミンは、動物および植物に広く分布し、生体内の酵素により産生されるモノアミンである。モノアミンオキシダーゼ（Monoamine Oxidase, MAO）により代謝されて不活化する。また、食物中のタンパク質が微生物により分解を受けることにより生じる腐敗アミンとしても産生される。チラミンを含む食品は、赤ワイン、熟成チーズ、チョコレート・ココアなどのカカオ製品、漬け物類、発酵食品、薫製魚、トリの肝臓、イチジク、豆の一部および柑橘類である。

## 作用機序
チラミンは交感神経細胞の神経終末からのノルアドレナリンの遊離を促進する。このノルアドレナリンはアドレナリン受容体のα1サブタイプに作用するため、血管収縮作用（収縮作用消失から拡張への反転）があり、血圧を上昇させ、片頭痛発作の誘因となりえる。心拍数の上昇の作用もある。ただ、短時間内に反復投与すると、チラミンの連続投与に対してノルアドレナリンの生合成が追いつかなくなり、神経終末から遊離できるノルアドレナリン分子が枯渇し作用が減弱する（このような作用の減弱化をタキフィラキシーと呼ぶ）。ココアには、血管収縮作用を有するチラミンが含まれているので、多量または濃厚なココアを飲んで数時間後にチラミンの血管収縮作用が消える際に、血管が拡張する反動で頭痛を引き起こすことがある。
さらに、チラミンに対して直接結合可能なGタンパク質共役受容体であるTA1受容体も同定されている。TA1受容体は脳や末梢組織に広く分布しており、主に神経伝達物質の機能調節に働いている。

## 生合成
チラミンは、チロシンデカルボキシラーゼによりチロシンから脱炭酸することにより生合成される。チラミンはメチル化を受けてN-メチルチラミン、N,N-ジメチルチラミン（ホルデニン）および N,N,N-トリメチルチラミン（カンディシン）といったアルカロイドを生じる。

チラミン
N-メチルチラミン
N,N-ジメチルチラミン（ホルデニン）
N,N,N-トリメチルチラミン（カンディシン）

ヒトにおいては以下のように生合成される。
| ヒトの脳内におけるカテコールアミン類の生合成経路 L-フェニルアラニン L-チロシン L-ドーパ アドレナリン フェネチルアミン p-チラミン ドーパミン ノルアドレナリン N-メチルフェネチルアミン N-メチルチラミン p-オクトパミン シネフリン 3-メトキシチラミン AADC 主経路 PNMT AAAH 脳内 CYP2D6 副経路 COMT DBH ヒトではカテコールアミン類はL-フェニルアラニンから誘導される。 |

## 相互作用
パーキンソン病やうつ病の治療に用いられるモノアミン酸化酵素阻害薬(MAOI)や、結核治療に使用される抗菌薬イソニアジドは、チラミンを含むモノアミンの代謝に関与する、モノアミン酸化酵素の働きを阻害する。モノアミン酸化酵素阻害薬を服用している間に、チラミンを多量に摂取すると、致命的な高血圧が生じたり、重篤な肝障害を生じることがある。可逆性モノアミン酸化酵素A阻害薬(RIMA)では、相互作用が軽減されているものの、依然として服用中のチラミン摂取には注意が必要である。
これは、まず腸管や肝臓に多く発現しているMAOAが阻害されたことによって、腸管から吸収されたチラミンが代謝されず、そのまま全身循環に乗ったことによって、通常では分解されているはずのチラミンに、生体が曝されたことが1つ目の要因。さらに、その後もチラミンの代謝が肝臓などに発現しているMAOAが阻害され続けていることによって、チラミンが蓄積し、チラミン中毒に陥ったためである。
ところで既述の通り、チラミンを比較的多く含む食品の1つとして、チーズが知られている。そして、このモノアミン酸化酵素阻害作用のある薬物と、チラミン含有食品との相互作用は、チーズ効果（cheese effect）と呼ばれる。モノアミン酸化酵素（MAO）には、MAOAとMAOBの2種類が存在する。
チーズ効果の発生には、MAOBの阻害はさして大きな要因とはならず、むしろMAOAの阻害が、重大な影響を及ぼすことが判っている。
つまり、パーキンソン病治療薬として使用されることのある、セレギリンやラサギリンのような選択的MAOB阻害薬を使用した時よりも、うつ病治療薬として使用されることのあるモクロベミドのような、MAOAを阻害する作用の強い薬剤の使用によって、チーズ効果は起こりやすい。